# 543
Cette page concerne l'année 543  du calendrier julien. Pour l'année 543 av. J.-C., voir 543 av. J.-C. Pour le nombre 543, voir 543 (nombre).
L'année 543 est une année commune qui commence un jeudi.

## Événements
- Janvier : synode de Constantinople. Édit de l'empereur Justinien contre la doctrine d'Origène, publié à Jérusalem en février[1].
- Mars ou avril, Italie : Totila, roi des Ostrogoths, assiège Naples qui se rend. Il fait abattre les fortifications de la ville (21 mars selon la tradition)[2].

- Inde : le roi Châlukya Pulakeshim Ier (547-567), fils de Rajashimba, se forge un petit royaume en pays Andhra avec Vatapi pour capitale[3].
- Le roi de Perse Khosro Ier bat les Byzantins en Arménie à la bataille d'Anglon[4].
- Le royaume nubien de Nobatia est converti au christianisme par des missionnaires coptes venus d'Égypte. L’empereur Justinien envoie à Ballana, capitale des Nobates, des missionnaires orthodoxes. Sa femme Théodora envoie de son côté le missionnaire monophysite Julien qui convertit le roi des Nobates Silco[5].
- Kentigern (saint Mungo), fondateur d'un monastère à Cathures (à l'origine de la ville de Glasgow) devient évêque de Cumbria[6].
- L'épidémie de peste, partie d'Égypte en 541, arrive en Italie par Rome et en Gaule par Marseille[7].

## Naissances en 543
- Colomban,  moine irlandais[8].

## Décès en 543
- Pudentius, rebelle romano-africain.